# A magyar labdarúgó-válogatott mérkőzései 1997-ben
A magyar labdarúgó-válogatottnak 1997-ben 11 találkozója volt. Az évben Csank János irányította a válogatottat. Az 1998-as labdarúgó-világbajnokság selejtezőjében a válogatott a csoportjának második helyén végzett, így pótselejtezőt játszhatott. Az ellenfél Jugoszlávia volt. A pótselejtező első mérkőzésének 10. percéig gyakorlatilag eldőlt a továbbjutása kérdése, ekkor a jugoszlávok már 3–0-ra vezettek. A magyar csapat végül 1–12-es összesítésben maradt alul, így nem jutott ki a világbajnokságra.
Szövetségi kapitány: Csank János

## Vb-selejtező csoport végeredménye
A 3. csoport végeredménye:
| Ország       | M | Gy | D | V | G+ | G– | Gk  | P  |
| ------------ | - | -- | - | - | -- | -- | --- | -- |
| Norvégia     | 8 | 6  | 2 | 0 | 21 | 2  | +19 | 20 |
| Magyarország | 8 | 3  | 3 | 2 | 10 | 8  | +2  | 12 |
| Finnország   | 8 | 3  | 2 | 3 | 11 | 12 | –1  | 11 |
| Svájc        | 8 | 3  | 1 | 4 | 11 | 12 | –1  | 10 |
| Azerbajdzsán | 8 | 1  | 0 | 7 | 3  | 22 | –19 | 3  |

## Eredmények
709. mérkőzés
| 1997. március 19. |

| Málta                  | 1–4             | Magyarország                              |
| ---------------------- | --------------- | ----------------------------------------- |
| Keresztúri 74' (öngól) | (0–2) Részletek | Urbán 18' Halmai 40' Orosz 66' Plókai 88' |

| Valletta Nézőszám: 1 000 Játékvezető: Robert Boggi (ITA) |

710. mérkőzés
| 1997. április 2. |

| Magyarország | 1–3             | Ausztrália               |
| ------------ | --------------- | ------------------------ |
| Klausz 31'   | (1–1) Részletek | Vidmar 5' 90' Muscat 88' |

| Népstadion, Budapest Nézőszám: 15 000 Játékvezető: Hermann Albrecht (GER) |

711. mérkőzés – vb-selejtező
| 1997. április 30. |

| Svájc          | 1–0             | Magyarország |
| -------------- | --------------- | ------------ |
| Türkyilmaz 83' | (0–0) Részletek |              |

| Zürich Nézőszám: 18 000 Játékvezető: Leif Sundell (SWE) |

712. mérkőzés – vb-selejtező
| 1997. június 8. |

| Magyarország | 1–1             | Norvégia |
| ------------ | --------------- | -------- |
| Kovács 22'   | (1–1) Részletek | Rudi 9'  |

| Népstadion, Budapest Nézőszám: 20 000 Játékvezető: David Elleray (ENG) |

713. mérkőzés
| 1997. augusztus 6. |

| Magyarország                     | 3–0             | Málta |
| -------------------------------- | --------------- | ----- |
| Kovács 47' Sebők 57' Lipcsei 90' | (0–0) Részletek |       |

| Siófok Nézőszám: 8 000 Játékvezető: Jacek Granat (POL) |

714. mérkőzés – vb-selejtező
| 1997. augusztus 20. |

| Magyarország | 1–1             | Svájc         |
| ------------ | --------------- | ------------- |
| Klausz 53'   | (0–0) Részletek | Chapuisat 90' |

| Népstadion, Budapest Nézőszám: 40 000 Játékvezető: Michel Piraux (BEL) |

715. mérkőzés
| 1997. szeptember 6. |

| Lengyelország | 1–0             | Magyarország |
| ------------- | --------------- | ------------ |
| Ratajczyk 59' | (0–0) Részletek |              |

| Varsó Nézőszám: 15 000 Játékvezető: Jozef Krula (CZE) |

716. mérkőzés – vb-selejtező
| 1997. szeptember 10. |

| Magyarország                   | 3–1             | Azerbajdzsán |
| ------------------------------ | --------------- | ------------ |
| Klausz 8' Halmai 44' Illés 89' | (2–0) Részletek | Licskin 71'  |

| Üllői úti Stadion, Budapest Nézőszám: 10 000 Játékvezető: Atanas Uzunov (BUL) |

717. mérkőzés – vb-selejtező
| 1997. október 11. |

| Finnország  | 1–1             | Magyarország         |
| ----------- | --------------- | -------------------- |
| Sumiala 62' | (0–0) Részletek | Moilanen 90' (öngól) |

| Helsinki Nézőszám: 32 000 Játékvezető: Bernd Heynemann (GER) |

718. mérkőzés – vb-pótselejtező
| 1997. október 29. |

| Magyarország | 1–7             | Jugoszlávia                                                                   |
| ------------ | --------------- | ----------------------------------------------------------------------------- |
| Illés 89'    | (0–5) Részletek | Brnovics 2' Djukics 6' Szavicsevics 10' Mijatovics 26' 41' 51' Milosevics 64' |

| Üllői úti Stadion, Budapest Nézőszám: 14 000 Játékvezető: Vítor Melo Pereira (POR) |

719. mérkőzés – vb-pótselejtező
| 1997. november 15. |

| Jugoszlávia                                         | 5–0             | Magyarország |
| --------------------------------------------------- | --------------- | ------------ |
| Milošević 17' Mijatovics 44' 45' (11-esből) 71' 89' | (3–0) Részletek |              |

| Belgrád Nézőszám: 80 000 Játékvezető: Metin Tokat (TUR) |